# Минулі дні
«Минулі дні» — радянський кольоровий художній фільм, знятий на кіностудії «Узбекфільм» в 1969 році режисером Юлдашем Агзамовим. Екранізація однойменного першого узбецького роману письменника Абдули Кадирі. Прем'єра фільму відбулася 11 травня 1970 року.

## Сюжет
Дія фільму відбувається в середині XIX століття в Ташкенті і показує один з найважливіших періодів історії узбецького народу. На тлі боротьби місцевих правителів за владу розгортається любов Кумюш і Атабека. Фільм розповідає драматичну історію закоханих, коли місцеві феодали, прагнули до панування.

## У ролях
- Ульмас Аліходжаєв — Атабек (дублював Володимир Гусєв)
- Гульчехра Джамілова — Кумюш (дублювала Алла Будницька)
- Аббас Бакіров — Юсуфбек Ходжі (дублював Костянтин Тиртов)
- Мар'ям Якубова — Узбек-ойїм (дублювала Марина Гаврилко)
- Раззак Хамраєв — Мірза Карім Кутідор (дублював Олексій Алексєєв)
- А. Муратова — Офтоб-ойїм (дублювала Валентина Сєрова)
- Хабіб Наріманов — Хасаналі (дублював Юрій Леонідов)
- Гульчехра Сагдуллаєва — Зайнаб
- Набі Рахімов — Уста Алім
- Хамза Умаров — Хамід
- Джавлон Хамраєв — Садик
- Рахім Пірмухамедов — курбаши
- Темурмалік Юнусов — Худоярхан
- Сагат Таліпов — Мусулманкул
- Якуб Ахмедов — Азізбек
- М. Рахматуллаєва — Жаннат
- Бахтійор Іхтіяров — лялькар
- Мірза Дадабаєв — епізод
- Мухаммаджон Ахмедов — епізод
- Лютфі Саримсакова — епізод
- Турсун Махмудов — епізод
- Юлдаш Агзамов — епізод
- Улугбек Абдуллаєв — епізод
- Рауф Балтаєв — епізод
- Машраб Юнусов — лікар
- Максуд Атабаєв — епізод
- Мукамбар Рахімова — подруга Кумюш
- Фархад Хайдаров — Міршаб

## Знімальна група
- Режисер-постановник: Юлдаш Агзамов
- Сценарист: Сабір Мухамедов
- Оператори: Михайло Краснянський, Анвар Мукаррамов
- Художник: Валентин Синиченко
- Композитор: Манас Левієв
- Помічники режисера: С. Саїдов, Б. Хужаєв
- Помічники оператора: Г. Сенчіло, Н. Хмара
- Художник-декоратор: В. Кисельов
- Художник-гример: Х. Тожиєв
- Монтаж: В. Макарова
- Редактор: К. Димова
- Асистенти режисера: К. Халілов, Х. Вахідов
- Асистенти художника: В. Рейх, І. Гамбурська
- Диригент: Д. Зокіров
- Директор: Ю. Ганієв